# پراتیبا پارمار
پراتیبا پارمار (انگلیسی: Pratibha Parmar؛ زادهٔ ۱۱ فوریهٔ ۱۹۵۵) کارگردان فیلم، تهیه‌کننده و نویسنده هندی‌تبار اهل بریتانیا است. پارمار در نایروبی کنیا متولد شده و خانواده‌اش در کودکی به بریتانیا مهاجرت کردند. وی عموماً در زمینه‌های جنسیت، هویت، مشکلات نژادی، فمنیسم و دگرباشی به فعالیت مشغول است.
در سال ۲۰۱۶ نام وی به عنوان یکی از زنان اثرگذار و الهام‌بخش در سراسر جهان، در فهرست ۱۰۰ زن بی‌بی‌سی قرار گرفت.